# جون باول (ملحن)
جون باول (بالإنجليزية: John Powell)‏ مواليد 18 سبتمبر 1963، هو ملحن ومنتج إنجليزي بدأ مسيرته الفنية عام 1990. كما أنه من الفائزين بجوائز إيفور نوفيلو.

## الأعمال
- الوجه المخلوع
- النملة زد
- هروب الدجاج
- شريك
- التطور
- رات ريس
- أنا سام
- دي توكس
- هوية بورن
- إشعار لمدة إسبوعين
- العميل كودي بانكس
- المهمة الإيطالية
- سيادة بورن
- ألفي
- السيد والسيدة سميث
- العصر الجليدي: الذوبان
- يونايتد 93
- روبوتات
- الأقدام المرحة
- رجال-إكس: الوقفة الأخيرة
- إنذار بورن
- بي إس أنا أحبك
- جمبر
- هورتن يسمع هووو!
- كونغ فو باندا
- هانكوك
- العصر الجليدي: ظهور الديناصورات
- بولت
- المنطقة الخضراء
- كيف تروض تنينك
- لعبة عادلة
- فارس ويوم
- ميلو ورحلة الإنقاذ
- كونغ فو باندا 2
- الخطوات السعيدة 2
- لوراكس
- العصر الجليدي: تباعد القارات
- ريو 2
- كيف تروض تنينك 2
- العصر الجليدي: المسار التصادمي
- فيرديناند